# HTC Wildfire
HTC Wildfire（野火）是一款由宏达电制造的智能手机，定位中低端市场，于2010年发布。该手机配备了高通528MHz处理器，500万像素摄像头，Android 2.1操作系统。被媒体形容为“Mini HTC Desire”。

## 名称由来
“Wildfire” 源自Facebook上的一次投票，当时50%的票选择了“Wildfire”，24%选择了“Zeal”位居第二。

## CyanogenMod
HTC Wildfire 目前可通过CyanogenMod提供的第三方固件升级至Android 4.0。对应版本为CyanogenMod 9。雖然最新的 CyanogenMod 版本已經到達 10.x ，但Android 4.1以上需要裝置支援 GPU ，而 Wildfire 沒有，故最新只能安裝 CyanogenMod 9。

註：需要取得 Root 權限或擁有 Recovery 才可安裝 CyanogenMod 9。